# Saltfleetby
Saltfleetby est un village du Lincolnshire en Angleterre.
Saltfleetby est un village et une paroisse civile dans le comté de Lincolnshire, en Angleterre. Situé à environ à 11 km à l'est de Louth, à 16 km au nord de Mablethorpe et sur la côte de la mer du Nord, le village avait une population de 599 au recensement de 2001 (en).
Le village dispose d’une école primaire, d’un pub appelé « The Prussian Queen », et de lacs pour la pêche avec camping.
Une partie du bord de mer du village fait partie de la réserve naturelle nationale des dunes de Saltfleetby-Theddlethorpe, qui comprend des dunes de la mer et, à la fois des marais d'eau salée et d'eau douce. La réserve est l'un des cinq endroits au Royaume-Uni où on peut trouver le crapaud calamite.
Bien que le champ de gaz de Saltfleetby porte le nom du village, les puits de gaz sont situés à l'extrême nord du North End Lane dans le hameau Howdales, qui fait partie du village voisin du South Cockerington.
Jusqu'en 1999, le village était  composée légalement  de trois paroisses, Saltfleetby St. Peter, Saltfleetby All Saints et Saltfleetby St. Clement, chacun centré autour de l'église qui lui a donné son nom. Cependant, le village a fonctionné comme une seule entité depuis de nombreuses années. Le hameau de Three Bridges se trouve au sud de Saltfleetby St Peter..
Le village est connu localement sous le nom de Soloby.

## Seconde guerre mondiale

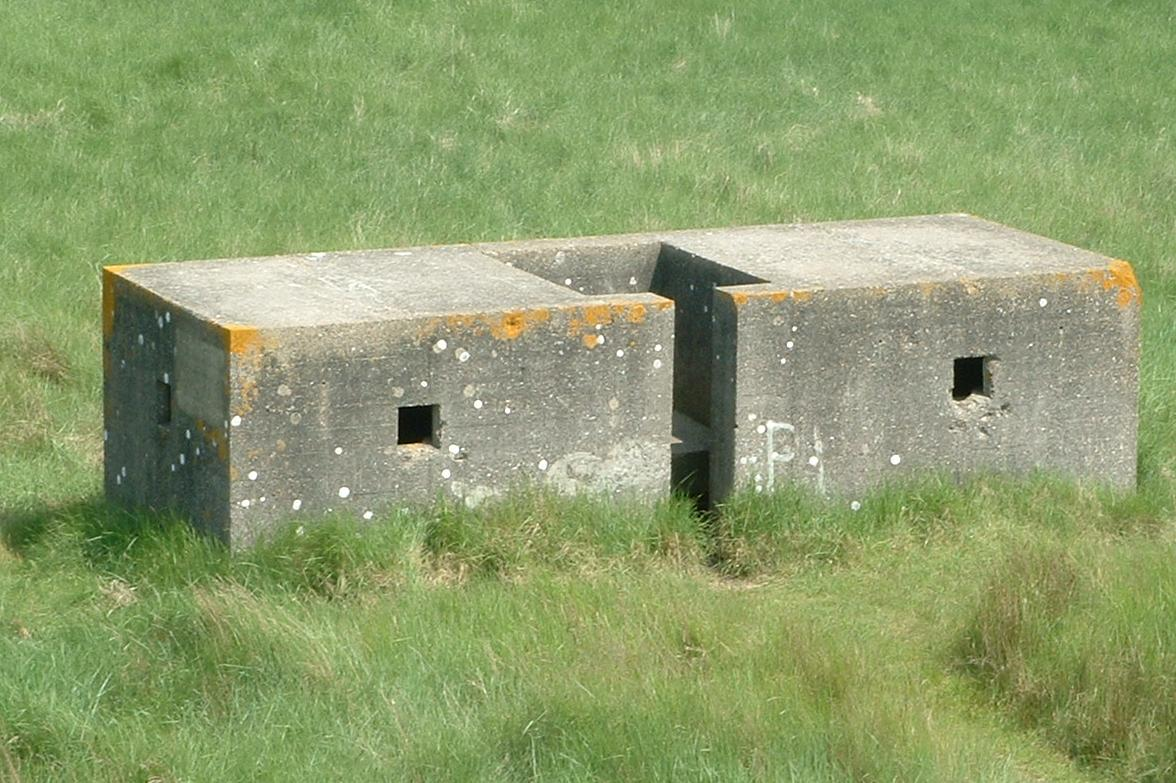
Casemate à trois travées du Lincolnshire, à Saltfleetby.

Les fortifications de la Seconde Guerre mondiale construites dans et autour de Saltfleetby ont été documentés par Foot William. Ils comprenaient vastes champs de mines entre Great Eau et les dunes, un grand nombre de casemates et d'un abri de la Home Guard dans le champ adjacent au pub « The Prussian Queen ».